# بني حفص (ريمة)
بني حفص هي إحدى قرى مديرية مزهر بمحافظة ريمة اليمنية، بلغ تعداد سكانها 1664 نسمة حسب إحصاء اليمن لعام 2004.